# Антверп (селище, Нью-Йорк)
Антверп (англ. Antwerp) — селище (англ. village) в США, в окрузі Джефферсон штату Нью-Йорк. Населення — 506 осіб (2020).

## Географія
Антверп розташований за координатами 44°12′2″ пн. ш. 75°36′26″ зх. д. / 44.20056° пн. ш. 75.60722° зх. д. (44.200635, -75.607168).  За даними Бюро перепису населення США в 2010 році селище мало площу 2,76 км², з яких 2,68 км² — суходіл та 0,08 км² — водойми.

## Демографія
Згідно з переписом 2010 року, у селищі мешкало 686 осіб у 253 домогосподарствах у складі 183 родин. Густота населення становила 248 осіб/км².  Було 290 помешкань (105/км²).
Расовий склад населення:
| - 94,6 % — білих - 1,7 % — чорних або афроамериканців - 0,3 % — корінних американців - 1,2 % — осіб інших рас |

До двох чи більше рас належало 2,2 %. Частка іспаномовних становила 3,1 % від усіх жителів.
За віковим діапазоном населення розподілялося таким чином: 27,4 % — особи молодші 18 років, 60,5 % — особи у віці 18—64 років, 12,1 % — особи у віці 65 років та старші. Медіана віку мешканця становила 35,2 року. На 100 осіб жіночої статі у селищі припадало 100,6 чоловіків;  на 100 жінок у віці від 18 років та старших — 107,5 чоловіків також старших 18 років.
Середній дохід на одне домашнє господарство  становив 53 355 доларів США (медіана — 50 139), а середній дохід на одну сім'ю — 58 694 долари (медіана — 57 841). Медіана доходів становила 42 500 доларів для чоловіків та 24 750 доларів для жінок. За межею бідності перебувало 9,1 % осіб, у тому числі 6,2 % дітей у віці до 18 років та 5,7 % осіб у віці 65 років та старших.
Цивільне працевлаштоване населення становило 160 осіб. Основні галузі зайнятості: освіта, охорона здоров'я та соціальна допомога — 26,3 %, роздрібна торгівля — 21,9 %, публічна адміністрація — 14,4 %, мистецтво, розваги та відпочинок — 10,6 %.